# Krzysztof Putra
Krzysztof Jakub Putra (4. červenec 1957, Józefów, Polsko – 10. duben 2010, Pečersk, Rusko) byl pravicový polský politik.

## Životopis
V letech 1975 až 1994 pracoval jako dělník v Białystoku. Byl členem Solidarity, za kterou v letech 1989 až 1991 zasedal v Sejmu. Poslancem byl i v letech 1991 až 1993 a od roku 2007. V letech 2005 až 2007 byl členem a místopředsedou senátu. Putra byl v roce 2007 kandidátem Práva a spravedlnosti na funkci maršálka Sejmu, prohrál a předsedou se stal Bronisław Komorowski. Druhého dne – 6. listopadu 2007 – byl zvolen místopředsedou dolní komory polského parlamentu (Wicemarszałek Sejmu).
Zahynul při leteckém neštěstí u ruského Smolensku 10. dubna 2010. Posmrtně obdržel Velitelský kříž s hvězdou Řádu Polonia Restituta (Krzyż Komandorski z Gwiazdą Orderu Odrodzenia Polski).